# Gary Mackay-Steven
Gary Mackay-Steven (Thurso, 31 agosto 1990) è un calciatore scozzese, centrocampista del Kilmarnock.

## Carriera

### Club
Ha giocato nella massima serie del campionato scozzese con Airdrie Utd e Dundee Utd; con quest'ultima ha anche disputato gare in ambito internazionale.

### Nazionale
Ha esordito in nazionale maggiore il 15 novembre 2013 in Scozia-Stati Uniti (0-0).

## Statistiche

### Presenze e reti nei club
Statistiche aggiornate al 1º agosto 2017.
| Stagione             | Squadra              | Campionato           | Campionato | Campionato | Coppe nazionali | Coppe nazionali | Coppe nazionali | Coppe continentali | Coppe continentali | Coppe continentali | Altre coppe | Altre coppe | Altre coppe | totale | totale | totale |
| Stagione             | Squadra              | Comp                 | Pres       | Reti       | Comp            | Pres            | Reti            | Comp               | Pres               | Reti               | Comp        | Pres        | Reti        | Pres   | Reti   |        |
| -------------------- | -------------------- | -------------------- | ---------- | ---------- | --------------- | --------------- | --------------- | ------------------ | ------------------ | ------------------ | ----------- | ----------- | ----------- | ------ | ------ | ------ |
| 2010-2011            | Airdrie Utd          | SL1                  | 19         | 0          | SC+CdL          | 2+0             | 2+0             | -                  | -                  | -                  | -           | -           | -           | 21     | 2      |        |
| 2011-2012            | Dundee Utd           | SPL                  | 31         | 4          | SC+CdL          | 3+1             | 1+0             | UEL                | 1                  | 0                  | -           | -           | -           | 36     | 5      |        |
| 2012-2013            | Dundee Utd           | SPL                  | 23         | 5          | SC+CdL          | 3+1             | 2+0             | UEL                | 2                  | 0                  | -           | -           | -           | 29     | 7      |        |
| 2013-2014            | Dundee Utd           | SPL                  | 35         | 7          | SC+CdL          | 5+1             | 3+0             | -                  | -                  | -                  | -           | -           | -           | 41     | 10     |        |
| 2014-gen. 2015       | Dundee Utd           | SPL                  | 21         | 5          | SC+CdL          | 1+3             | 0+0             | -                  | -                  | -                  | -           | -           | -           | 25     | 5      |        |
| Totale Dundee United | Totale Dundee United | Totale Dundee United | 100        | 21         |                 | 20              | 6               |                    | 3                  | 0                  |             | -           | -           | 123    | 27     |        |
| gen.-giu. 2015       | Celtic               | SPL                  | 13         | 4          | SC+CdL          | 0+0             | 0+0             | UEL                | 2                  | 0                  | -           | -           | -           | 15     | 4      |        |
| 2015-2016            | Celtic               | SPL                  | 25         | 4          | SC+CdL          | 3+2             | 1+1             | UCL+UEL            | 5+2                | 0+0                | -           | -           | -           | 37     | 6      |        |
| 2016-2017            | Celtic               | SPL                  | 8          | 0          | SC+CdL          | 1+0             | 0+0             | UCL                | 1                  | 0                  | -           | -           | -           | 10     | 0      |        |
| Totale Celtic        | Totale Celtic        | Totale Celtic        | 46         | 8          |                 | 6               | 2               |                    | 10                 | 0                  |             | -           | -           | 62     | 10     |        |
| 2017-2018            | Aberdeen             | SPL                  | 31         | 5          | SC+CdL          | 5+2             | 3+0             | UEL                | 4                  | 1                  | -           | -           | -           | 42     | 9      |        |
| 2018-2019            | Aberdeen             | SPL                  | 20         | 4          | SC+CdL          | 4+4             | 0+2             | UEL                | 2                  | 1                  | -           | -           | -           | 30     | 7      |        |
| Totale Aberdeen      | Totale Aberdeen      | Totale Aberdeen      | 51         | 9          |                 | 15              | 5               |                    | 6                  | 2                  |             | -           | -           | 72     | 16     |        |
| lug.-dic. 2019       | New York City        | MLS                  | 12         | 1          | USOC            | 0               | 0               | -                  | -                  | -                  | -           | -           | -           | 12     | 1      |        |
| 2020                 | New York City        | MLS                  | 19+1       | 2          | -               | -               | -               | CCL                | 2                  | 0                  | -           | -           | -           | 22     | 2      |        |
| Totale New York City | Totale New York City | Totale New York City | 31+1       | 3          |                 | 0               | 0               |                    | 2                  | 0                  |             | -           | -           | 34     | 3      |        |
| gen.-giu. 2021       | Hearts               | SCH                  | 17         | 4          | SC+CdL          | 1+0             | 0+0             | -                  | -                  | -                  | -           | -           | -           | 18     | 4      |        |
| 2021-2022            | Hearts               | SPL                  | 32         | 2          | SC+CdL          | 3+5             | 0+2             | -                  | -                  | -                  | -           | -           | -           | 40     | 4      |        |
| 2022-2023            | Hearts               | SPL                  | 4          | 0          | SC+CdL          | 0+1             | 0+0             | UECL               | 1                  | 0                  | -           | -           | -           | 6      | 0      |        |
| Totale Hearts        | Totale Hearts        | Totale Hearts        | 53         | 6          |                 | 10              | 2               |                    | 1                  | 0                  |             | -           | -           | 64     | 8      |        |
| dic. 2023-2024       | Kilmarnock           | SPL                  | 9          | 1          | SC+CdL          | 0+1             | 0+0             | -                  | -                  | -                  | -           | -           | -           | 10     | 1      |        |
| 2024-2025            | Kilmarnock           | SPL                  | 8          | 0          | SC+CdL          | 0+1             | 0+0             | UEL+UECL           | 0+2                | 0+0                | -           | -           | -           | 11     | 0      |        |
| Totale Kilmarnock    | Totale Kilmarnock    | Totale Kilmarnock    | 17         | 1          |                 | 2               | 0               |                    | 2                  | 0                  |             | -           | -           | 21     | 1      |        |
| Totale carriera      | Totale carriera      | Totale carriera      | 318        | 48         |                 | 55              | 17              |                    | 24                 | 2                  |             | -           | -           | 397    | 67     |        |

## Palmarès

### Club

#### Competizioni nazionali
- Campionato scozzese: 3

Celtic: 2014-2015, 2015-2016, 2016-2017
- Coppa di Scozia: 1

Celtic: 2016-2017
- Coppa di Lega scozzese: 2

Celtic: 2014-2015, 2016-2017
- Scottish Championship: 1

Hearts: 2020-2021